# Ruth Posselt
Ruth Pierce Posselt (née le 6 septembre 1914, à Medford, Massachusetts – décédée le 19 février 2007) est une violoniste et pédagogue américaine.

## Biographie
Posselt a étudié le violon avec Emanuel Ondříček, un ancien élève d'Eugène Ysaÿe, et fait ses débuts au Carnegie Hall en 1923. Ses débuts à New York datent de 1928 où elle a interprété le concerto de Tchaïkovski avec Walter Damrosch dirigeant l'Orchestre philharmonique. Elle a remporté le Schubert Memorial Prize en 1929. Elle a étudié avec Jacques Thibaud à Paris, puis a fait une tournée en France, aux Pays-Bas, en Scandinavie, en Union soviétique au début des années 1930 et sa première tournée aux États-Unis en 1935. Elle a joué avec le National Orchestral Association, le National Symphony Orchestra, le Columbia Symphony Orchestra et fréquemment avec l’Orchestre symphonique de Boston. Elle a été invitée à se produire à la Maison-Blanche par le président et Mme Roosevelt en 1937. Posselt a joué fréquemment en récital, et a formé un duo avec la pianiste Luise Vosgerchian en 1958.
Elle a épousé le violoniste et chef d'orchestre Richard Burgin le 3 juillet 1940. Leur fils, Richard W. Burgin, est l'auteur de nombreux recueils de courts romans et nouvelles. Leur fille, Diana Lewis Burgin, est écrivain et professeur de russe à l'Université du Massachusetts à Amherst.

## Créations
Posselt a réalisé plusieurs premières mondiales dans sa carrière, dont le Concerto pour violon nº 1 de Walter Piston, un morceau qui a été écrit pour elle en 1940,. Elle a aussi créé un concerto pour violon en sol mineur de Vernon Duke, avec l'Orchestre symphonique de Boston et le chef d'orchestre Serge Koussevitzky en mars 1943. Également avec l'Orchestre symphonique de Boston, Posselt a créé des concertos pour violon des compositeurs Edward Burlingame Hill (Concerto pour violon, opus 38), en 1939, et Samuel Barber (version révisée du Concerto pour violon et orchestre), en 1949, et a joué la première à New York du Concerto pour violon de Paul Hindemith en 1941,,. En 1944, Posselt a créé la Sonate pour violon d'Aaron Copland avec le compositeur au piano.

## Enseignement
Posselt a enseigné et joué à l'Université d'État de Floride de 1963 à 1978, d'abord comme un artiste invité, puis en tant qu'artiste en résidence et membre du Quatuor à cordes Florestan, avec son mari. Posselt est devenue ensuite professeur à l'Université. Elle a également enseigné en privé au Wellesley College et au New England Conservatory of Music.